# 张昇 (元朝)
张昇（1260年—1341年），字伯高，平滦路（治今河北卢龙）人，元朝政治人物。祖先定州人，后徙平州。

## 生平
至元二十九年（1292年）任翰林国史院编修官，预修《世祖实录》。出知汝宁府，政绩为诸郡第一。后历任治书侍御史、淮西道廉访使、陕西行省参知政事、河南行省左丞等职。
泰定二年（1325年）迁辽东道廉访使时，遇永平大水，他请朝廷发海道粮食十八万石，钞五万缗，以赈济饥民，并减免赋税。张昇六十九岁致仕。至顺二年（1331年），起复为集贤侍讲学士。
元统元年（1333年）元顺帝即位，他条陈十事。
死后谥号文宪。

## 延伸阅读
[在维基数据编辑]
 《元史/卷177》，出自宋濂《元史》